# Sudimoro (Tulung)
Sudimoro is een bestuurslaag in het regentschap Klaten van de provincie Midden-Java, Indonesië. Sudimoro telt 2436 inwoners (volkstelling 2010).